# Evgeni Kirilov
Evgeni Zacharijev Kirilov (Bulgaars: Евгени Захариев Кирилов) (Ljoebitsjevo, 26 januari 1945) is een Bulgaars politicus en voormalig lid van het Europees Parlement voor de Bulgaarse Socialistische Partij (BSP).
Kirilov behaalde in 1971 een ingenieursdiploma aan de Universiteit van Rostock en in 1976 een doctoraat in internationale economische betrekkingen en internationaal recht aan de Diplomatieke Academie van Moskou. Van 1990 tot 1993 was hij permanent vertegenwoordiger van Bulgarije bij UNESCO en van 1995 tot 2005 was hij lid van de Bulgaarse Nationale Vergadering. In de Nationale Vergadering hield hij zich vooral bezig met buitenlandse zaken en Europese integratie. Ook is hij vanaf 1997 lid van de Hoge Raad van de BSP. Vanaf 2007 tot 2014 was Kirilov lid van het Europees Parlement. 
 
Kirilov spreekt naast Bulgaars, ook: Engels, Duits, Frans en Russisch. Hij is getrouwd en heeft twee kinderen.

## Europees Parlement
Kirilov was met de BSP aangesloten bij de fractie 'Progressieve Alliantie van Socialisten en Democraten'. Hij was als Europarlementariër betrokken bij de volgende commissies en delegaties:
- Voorzitter van de 'Delegatie in de Parlementaire Vergadering Euronest'
- Lid van de 'Conferentie van delegatievoorzitters'
- Lid van de 'Commissie buitenlandse zaken'
- Lid van de 'Delegatie in de parlementaire samenwerkingscommissies EU-Armenië, EU-Azerbeidzjan en EU-Georgië'
- Plaatsvervanger in de 'Commissie regionale ontwikkeling'
- Plaatsvervanger in de 'Subcommissie veiligheid en defensie'
- Plaatsvervanger in de 'Delegatie in de Gemengde Parlementaire Commissie EU-Voormalige Joegoslavische Republiek Macedonië'

## Geheime dienst
Op 24 april 2007 werd door een Bulgaarse commissie bekendgemaakt dat Kirilov betrokken was bij het comité voor staatsveiligheid tijdens het Communistische bewind in Bulgarije. Hij was als informant bekend onder de naam 'Manchev'. Er zijn tot op heden geen consequenties verbonden aan het verleden van Kirilov.